# リョナ
リョナとは、他者が物理的な暴力や拷問などの苦痛に晒されて苦悶の表情を浮かべたり、性的なニュアンスの悲鳴を上げたりするシチュエーションを指す。もしくは、そうした猟奇的なシチュエーションに対する性的嗜好を指すインターネットスラングである。

## 概要
もともと「リョナ」という単語は、「猟奇作品によるオナニー」を組み合わせて造語された「リョナニー」が語源である。
次第に「リョナ」と略されるようになったが、そこから転じて「猟奇的な性的シチュエーション」という意味でも使われるようになった。その他、そうした「猟奇的シチュエーションを愉しむフェティシズム」のことを指す場合もあり、サディズムやマゾヒズムに類するものである。
現状においては、「猟奇的作品によるオナニー」を指したい場合にはリョナニー、「猟奇的な性的シチュエーション」「猟奇的な性的フェティシズム」を指したい場合にはリョナと表現することが一般的である。本記事では、それに基づいて説明していく。

## 解説
リョナの要件は、被害者が女性であることと、性的虐待の要素が皆無ないしシチュエーション上でそれほど重要なウェイトを占めていないことの2点とされている。被害者が男性の場合は「逆レイプ」と同じように「逆リョナ」という表現が使用される場合もあるが、リョナと逆リョナのどちらも加害者が異性であることは要件とされず、そもそも人間ではない怪物を加害者とする描写も見られる。
サディズムとの違い
特にこの性的嗜好を持たない者から見た場合、女性に対する加虐行為がシチュエーション上の重要なウェイトを占めているように見えるためサディズムとの区別がつきにくいが、実際にこのシチュエーションが含まれるフィクション作品を好んで鑑賞している立場では（本人にその自覚が無い場合を含めて）加害者側でなく被害者側の女性に対して感情移入しているケースが大半を占めると言われている。
つまり、リョナ作品の嗜好者は必ずしも他人に対する虐待願望があるわけではなく、「美少女になりたい」というTSF的な性別変化願望と、「残虐な状況に巻き込まれて犠牲者になりたい」という他殺願望が複合した嗜好と考えられる。
類似するジャンル
近似のシチュエーションとしては、戦闘美少女や変身ヒロインが敵の攻撃で身動きが取れなくなったり連続攻撃を一方的に受けて窮地に追い込まれるシチュエーションのヒロピン（「ヒロインピンチ」の略）がある。ヒロピンとリョナとの間には明確な線引きが行われている訳ではないが、全身を拘束されたり軽度の流血を伴う程度のものはリョナとしては扱われない（広く定義する場合は「微リョナ」もしくは「ソフトリョナ」と呼ばれる）のに対し、危機的状況からの逆転が不可能なまま絶望的なシチュエーションに至るものがリョナに分類される。

## 語源
「リョナ」というスラングが成立した時期と経緯は明確となっており、2003年に電子掲示板・2ちゃんねるのゲームサロン板で立てられた「【きゃあっ】萌える悲鳴のゲーム【あんっ】」と題するスレッドが発祥とされている。このスレッドでは、『バイオハザード』等のホラー要素を含むゲーム中の描写が主な話題となっていた。
このスレッドの652番目の書き込みで、そうしたシチュエーションで女性が死に至る描写をおかずにオナニーする行為を「猟奇オナニー」と命名することが提案され、その書き込みに対して提案された省略形の「リョナニー」を経て「リョナ」と呼ばれるようになった。
当初は様々な使用がされていたが、上記でも説明したとおり現状では、「猟奇的作品によるオナニー」を指したい場合にはリョナニー、「猟奇的な性的シチュエーション」「猟奇的な性的フェティシズム」を指したい場合にはリョナと表現することが一般的である。

## 定義
語源の「猟奇」から単にグロテスクな描写が対象と解釈される場合も珍しくないが、リョナの場合は犠牲者となる女性の側への感情移入が大きなウェイトを占めているため、
1. 敗北して理不尽な目に遭わされる
2. 通り魔や怪物に目を付けられて理不尽な目に遭わされる

のどちらかに大別し得るシチュエーションが多い。

### シチュエーション
解釈は人によって様々であるが、以下のようなシチュエーションが含まれることが多い。
- 長期間の監禁・拘束を強いられるなどの精神的苦痛
- 敵に捕われて自白強要（場合によっては尋問者のサディズム）目的で拷問を受ける肉体・精神両面からの苦痛
- 暴力の応酬に晒されて死に至るか四肢切断などの回復不能な外傷、後遺症が残る
- 怪物の餌として生きたまま捕食される

## ジャンル化
2010年代の前半からは、商業作品でも成人向け漫画のキャッチコピーなどで「リョナ」が使われる事例が見られるようになった。特に「闘うヒロインオンリー漫画雑誌」を編集方針に掲げていたキルタイムコミュニケーションの『コミックヴァルキリー』（2006年 - 2012年、ウェブコミック誌へ移行）はリョナやヒロピンの描写を含む作品を中心に掲載しており、掲載作品の惹句でも「リョナ」を多用することで知られている。